# 이유필

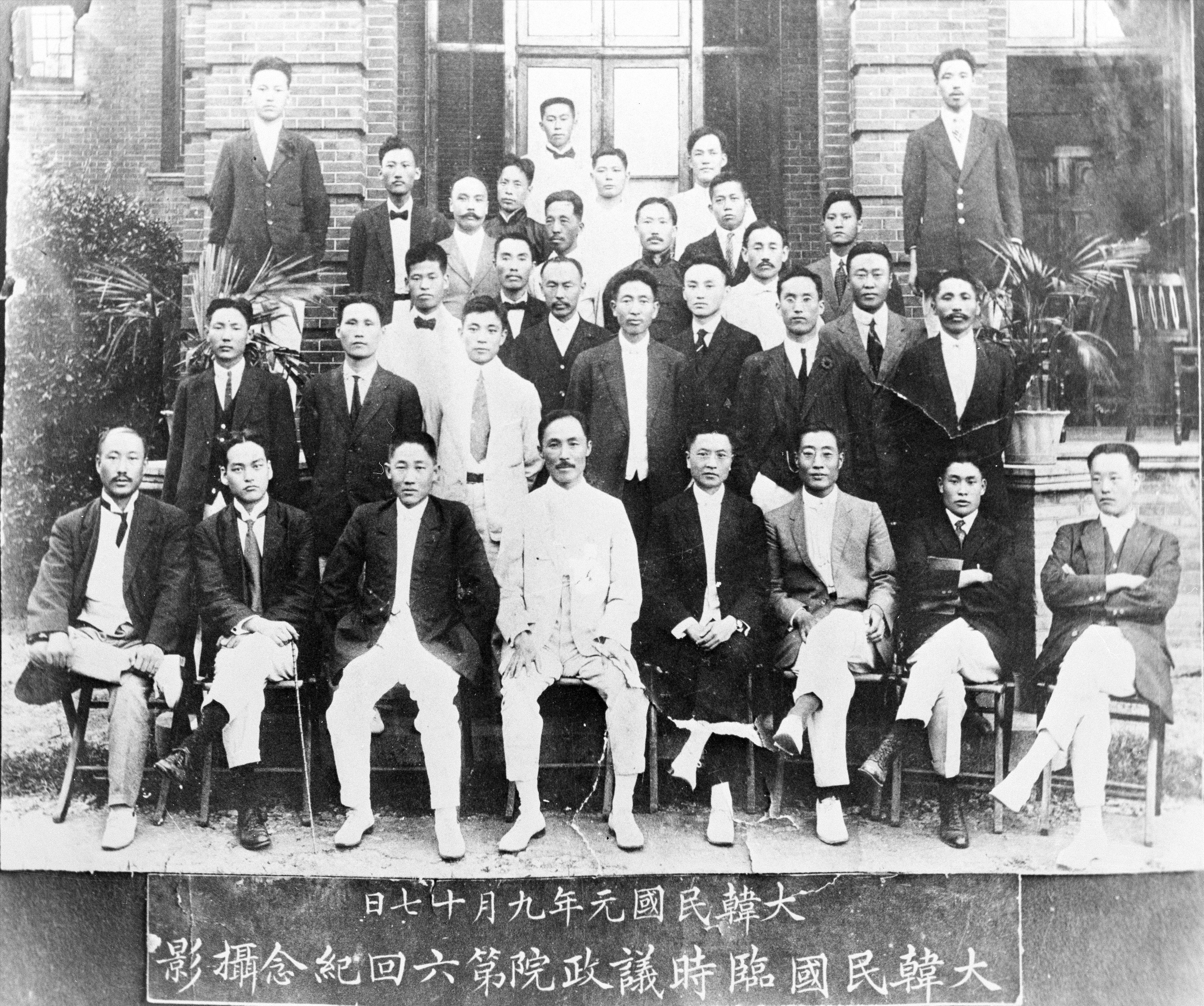
임시의정원 동료들과 함께. 앞줄 맨왼쪽 연두색 원이 이유필

이유필(李裕弼, 1885년 11월 28일~1945년 11월 29일)은 일제 강점기의 독립운동가이자 정치가이다. 호는 춘산(春山). 본관은 경주. 아버지는 이계초(李啓初)이다.

## 생애

### 독립운동
1900년대 초 안창호·전덕기·양기탁 등이 조직한 비밀결사 신민회(新民會)에 가입해 활동하였다. 1912년 일본 정부가 한인 독립운동가들을 탄압할 목적으로 날조한 105인사건으로 체포되어 재판을 받고 유배형에 처해져 1년간 진도에 유배되었다.
1919년 3·1 만세 운동이 발생하자 평안북도 의주 등지에서 독립만세시위를 주도하고 상하이(上海)로 망명했다.

### 임시 정부 활동

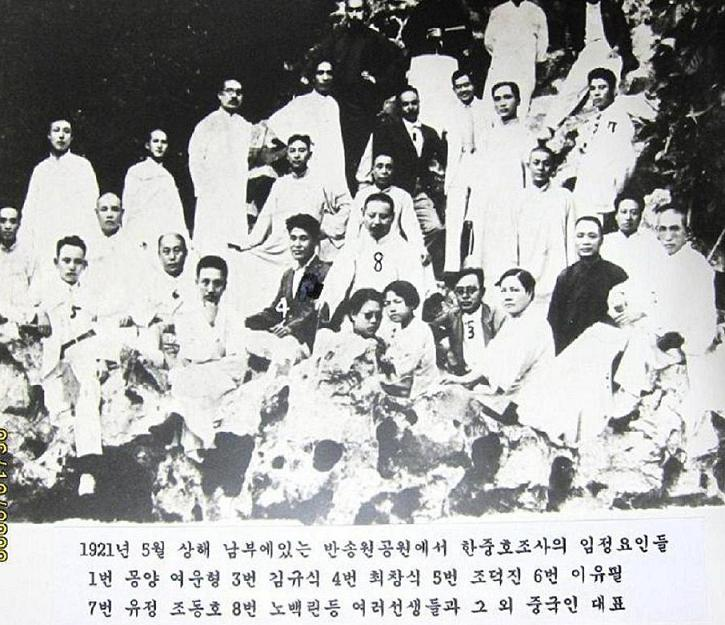
1921년 중국 상하이에서 한중호조사의 임정 요인들.

1919년 임시의정원 창설에 참여하였고 4월 상해 임시정부 내무부 비서국장을 역임했으며, 이광수 등과 함께 임시정부의 기관지 독립신문 창간을 주도했다. 1920년 안창호와 임시정부 선전위원회를 설치하였고 그해 8월에는 미국 상하원의 의원단을 찾아 한국의 독립을 호소했다. 1921년 4월 한·중 양국이 서로 도와 대일항쟁에 공동 대처하자는 취지로 중국인 우산(吳山) 등과 함께 한중호조사(韓中互助社) 설립에 참가했다.
1922년 김구, 손정도, 여운형, 조동호 등과 함께 한국노병회(韓國勞兵會)를 조직하고 경리부장이 되었으며 1926년 김구가 노병회 이사장직에서 사퇴하자 후임 이사장에 취임했다. 1923년 8월 한인거류민단 민단장에 선출되어 민단에서 경영하는 인성학교(仁成學校)의 교장도 겸임하였다. 이어 잡지 〈민성 民聲〉 등을 창간, 발행하였다.
1924년 12월 16일 임시정부 내무총장이 되었으며, 1925년 10월에는 국무위원 겸 재무부장이 됐다. 1930년 1월 독립투쟁전선통일을 목표로 김구·조완구 등과 함께 한국독립당(韓國獨立黨)을 창당, 조직하는데 참여하였고 한독당 총무이사로 피선되었다. 이봉창, 윤봉길 거사 이후1933년 3월 상하이에서 일본영사관 경찰에게 체포되어 한반도로 송환, 신의주지방법원에서 징역 3년형을 선고받았다.
일제강점기 말기 1944년에는 조선건국동맹에 참여해 활동했다.

### 광복과 사망
1945년 8·15 해방 이후 건국준비위원회 활동을 하게 된다. 건준이 인민위원회로 전환하자, 평안북도 임시인민정치위원회 위원장으로 활동하였다. 소련군이 한반도 이북지역에 진주하자, 조만식 등과 함께 반공지도자가 되어 활동하였다. 그러나 소련군이 진주한 이후 김일성을 비롯한 공산주의세력이 영향력을 행사하자 월남하였다. 그 뒤 월남 도중 3.8선 근처인 청단에서 심장마비로 사망했다.

## 가족 관계
- 아들 : 이준영(1930년 6월 20일 - 2020년 1월 24일) 미 감리교(플라이션치아연합감리교회, 내쉬빌한인교회) 목사 역임.
- 며느리 : 오혜식(1936년 4월 21일 - ) 이화여자외국어고등학교와 명지외국어고등학교 교장을 지낸 유명 교육자 겸 목회자, 일제 강점기와 대한민국의 교육인이며 기독교 계열 인물인 오문환(吳文煥1903년 4월 13일 - 1962년 3월 11일)의 딸.

## 사후
- 대한민국 정부는 그의 공헌을 기려 1963년 건국공로훈장 국민장을 추서하였다.

## 같이 보기
- 대한민국 임시정부
- 한국노병회
- 한국독립당
- 여운형
- 조만식
- 함석헌
- 장준하
- 한근조
- 이윤영
- 김구
- 김규식
- 이승만

## 참고 문헌
- 이현희, 《대한민국 임시정부사 연구》 (혜안, 2001)